# Station Vallekilen
Vallekilen is een voormalige spoorweghalte in de gemeente Åmli in het zuiden van Noorwegen. De halte lag aan de spoorlijn tussen Treungen en Arendal, de Treungenbanen. In 1967 werd het noordelijke deel, van Nelaug tot Treungen, van de lijn gesloten. Drie jaar later werd de lijn vanaf Simonstad opgebroken. Bij de halte stond een bescheiden gebouw dat was ontworpen door Harald Kaas. Het is na de sluiting afgebroken.